# Escuela taurina de Badajoz
La Escuela Taurina de Badajoz es una escuela de tauromaquia destinada a la formación de toreros con sede en la ciudad española de Badajoz (Extremadura), dicha escuela fue reconocida de forma oficial por el ayuntamiento del municipio, con la clasificación de "asociación recreativa y de festejos" y es una de las tres escuelas taurinas que forma parte del Registro de Escuelas Taurinas de Extremadura junto a la Escuela taurina de Cáceres y la Escuela taurina de Coria. 

## Historia
La escuela taurina de Badajoz fue reconocida de forma oficial por el ayuntamiento del municipio, con la clasificación de "asociación recreativa y de festejos" el 27 de marzo de 1998, creada por el rejoneador pacense Juan José Rodríguez , tan solo unos meses después comenzó a formar parte de la Federación Nacional de Escuelas Taurinas.
Desde su creación estuvo vinculada al patronato de tauromaquia y turismo de la Diputación de Badajoz a la cual pertenece la escuela.
En esta escuela se han formado diestros de la talla de Ginés Marín, José Garrido, Posada de Maravillas entre otros muchos.

### Actualidad
En la actualidad la escuela taurina está formada por su director artístico, Luis Reina y el director docente, Luis Reinoso "El Cartujano".
Alrededor de 40 jóvenes entre 10 y 18 años o novilleros sin picadores hasta que debutan con picadores forman parte de la escuela taurina.

## Actividades
- Enseñanza teórica sobre el mundo taurino.[10][11]
- Preparación física y psicológica para los alumnos.[12][13]
- Clases de toreo de salón[14]
- Clases prácticas y participación en certámenes taurinos[15][16]
- Tentaderos con becerras[17]
- Campus taurino[18][19]

## Premios y reconocimientos
- 2019
  - El 19 de febrero recibió un galardón de la Peña taurina de Daimiel en reconocimiento a la labor de la Escuela Taurina de la Diputación de Badajoz y a sus 20 años de trayectoria.[20]
  - El 22 de junio recibió el XVIII Trofeo Taurino El Corte Inglés.[21]
  - El 26 de octubre el club taurino de Calasparra le otorgó el Premio Distinción Nacional 2019.[22]